# Pierre Berton
Pierre Berton, pseudonimo di Pierre François Samuel Montan Berton (Parigi, 6 marzo 1842 – Parigi, 24 ottobre 1912), è stato un attore e commediografo francese.

## Biografia

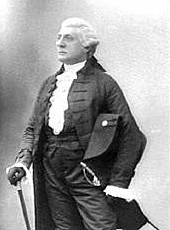
Pierre Berton, nel ruolo del barone Scarpia nell'opera di Victorien Sardou, La Tosca

Pierre Berton nacque a Parigi il 6 marzo 1842, figlio dell'attore Charles-François Montan Berton detto Francisque Berton e di Félicie Julie Caroline Samson detta Caroline Berton.
Si avvicinò al teatro seguendo le lezioni di suo nonno Isidore Samson, dal quale ereditò l'amore per il palcoscenico; esordì nei teatri Gymnase e Odéon,  poi passò alla Comédie-Française (1873-1875) e al Vaudeville.
Ottenne rapidamente successi e stima, grazie all'efficacia e all'eleganza delle sue interpretazioni in opere di Sardou, Eugène Scribe e Georges de Porto-Riche, tra le quali: Club, Nabob, Fedora, Gerfaut, La Tosca.
Per qualche tempo diresse la Comédie-Parisienne e nel 1880 incominciò l'attività di insegnante a Parigi.
Scrisse novelle, romanzi e commedie, tra le quali, conosciute anche in Italia: Les jurons de Cadillac, commedia (1865); La Vertu de ma femme, commedia (1867); Didier, dramma in tre atti (1868); Léna (1889); Les Chouans, dramma (1894); Zaza, con Charles Simon (1898), storia ambientata ai tempi della Belle Époque, ispirata dalle vicende artistiche e sentimentali di Réjane, cantante e diva celebre del vaudeville, in cui l'autore descrisse coloriture brillanti e slanci sentimentali "melò" vissuti dalla protagonista durante la sua vita.Due anni dopo, trasse ispirazione, da questo lavoro, Ruggero Leoncavallo, per l'opera omonima.
Nel 1897 Berton visse al 18 di rue Notre-Dame-de-Lorette a Parigi 9.

## Opere
- Les jurons de Cadillac (1865);
- La Vertu de ma femme (1867);
- Didier (1868);
- La Tempête (1880);
- Sardanapale (1882);
- Léna (1889);
- Les Chouans (1894);
- Zaza  (1898);
- Yvette (1901);
- La Belle Marseillaise (1905);
- La Rencontre (1909);
- Mioche (1912).